# Малко-Триново
Ма́лко-Три́ново (болг. Малко Тръново) — село в Старозагорській області Болгарії. Входить до складу общини Чирпан.

## Населення
За даними перепису населення 2011 року у селі проживали 222 особи.
Національний склад населення села:
| Національність   | Кількість осіб | Відсоток |
| ---------------- | -------------- | -------- |
| болгари          | 177            | 79,7%    |
| цигани           | 41             | 18,5%    |
| турки            | 0              | 0%       |
| Всього відповіли | 222            |          |

Розподіл населення за віком у 2011 році:
Динаміка населення: